# Сагастуме, Горка
Горка Сагастуме (род. 29 марта 1972) — испанский самбист и дзюдоист, чемпион Испании среди кадетов по дзюдо, серебряный (1991 и 1992) и бронзовый (1989) призёр чемпионатов Европы по самбо, бронзовый призёр чемпионата мира по самбо 1989 года, призёр международных турниров. Выступал в наилегчайшей (до 48 кг) и легчайшей (до 52 кг) весовых категориях. Работает тренером по дзюдо в спортивном клубе города Сан-Себастьян (Испания).